# Communauté de communes du Pays de Montereau
Die Communauté de communes du Pays de Montereau ist ein französischer Gemeindeverband mit der Rechtsform einer Communauté de communes im Département Seine-et-Marne in der Region Île-de-France. Sie wurde am 23. April 1974 gegründet und umfasst 21 Gemeinden. Der Verwaltungssitz befindet sich im Ort Montereau-Fault-Yonne.

## Historische Entwicklung
Der zuletzt unter dem Namen Communauté de communes des Deux Fleuves agierende Verband übernahm mit Wirkung vom 1. Januar 2017 sieben Gemeinden der aufgelösten Communauté de communes du Bocage Gâtinais und änderte gleichzeitig seinen Namen auf die aktuelle Bezeichnung.

## Mitgliedsgemeinden
| Gemeinde                                    | Einwohner 1. Januar 2022 | Fläche km² | Dichte Einw./km² | Code INSEE | Postleitzahl |
| ------------------------------------------- | ------------------------ | ---------- | ---------------- | ---------- | ------------ |
| Barbey                                      | 151                      | 4,32       | 35               | 77021      | 77130        |
| Blennes                                     | 546                      | 20,29      | 27               | 77035      | 77940        |
| Cannes-Écluse                               | 2.742                    | 8,63       | 318              | 77061      | 77130        |
| Chevry-en-Sereine                           | 504                      | 22,81      | 22               | 77115      | 77710        |
| Courcelles-en-Bassée                        | 214                      | 10,79      | 20               | 77133      | 77126        |
| Diant                                       | 196                      | 10,94      | 18               | 77158      | 77940        |
| Esmans                                      | 904                      | 17,83      | 51               | 77172      | 77940        |
| Forges                                      | 432                      | 13,32      | 32               | 77194      | 77130        |
| La Brosse-Montceaux                         | 736                      | 12,00      | 61               | 77054      | 77940        |
| La Grande-Paroisse                          | 2.899                    | 29,07      | 100              | 77210      | 77130        |
| Laval-en-Brie                               | 394                      | 20,29      | 19               | 77245      | 77148        |
| Marolles-sur-Seine                          | 1.793                    | 20,19      | 89               | 77279      | 77130        |
| Misy-sur-Yonne                              | 857                      | 6,25       | 137              | 77293      | 77130        |
| Montereau-Fault-Yonne                       | 21.840                   | 9,10       | 2.400            | 77305      | 77130        |
| Montmachoux                                 | 228                      | 4,43       | 51               | 77313      | 77940        |
| Noisy-Rudignon                              | 592                      | 4,16       | 142              | 77338      | 77940        |
| Saint-Germain-Laval                         | 2.887                    | 8,85       | 326              | 77409      | 77130        |
| Salins                                      | 1.171                    | 10,55      | 111              | 77439      | 77148        |
| Thoury-Férottes                             | 653                      | 16,49      | 40               | 77465      | 77156        |
| Varennes-sur-Seine                          | 3.724                    | 10,02      | 372              | 77482      | 77130        |
| Voulx                                       | 1.622                    | 12,60      | 129              | 77531      | 77940        |
| Communauté de communes du Pays de Montereau | 45.085                   | 272,93     | 165              | –          | –            |